# Clan Mackintosh
Mackintosh (Mac-an-Toisich:  „Sohn des Oberhauptes“) ist der Name eines schottischen Clans, der aus dem Gebiet östlich des Loch Ness stammt und auf Shaw MacDuff, zurückgeht, den dritten Sohn des Earl of Fife aus dem 12. Jahrhundert.

## Geschichte
Angus, das sechste Oberhaupt des Clans übernahm 1291 durch Heirat den Vorsitz über den Clan Chattan, eine kriegerische Konföderation mehrerer wichtiger Hochlandstämme. Mit dem Clan Chattan nahmen die Mackintosh in der Folge an verschiedenen territorialen Fehden teil, darunter auch an der Schlacht von Mulroy im Jahre 1688, der letzten Schlacht zwischen zwei Stämmen, die gegen die MacDonalds von Keppoch verloren ging. Der Clan unterstützte zunächst Wilhelm von Oranien, stellte sich beim ersten Jakobiteraufstand 1715 aber auf die Seite seines Gegners.
Das Motto der Mackintosh lautet Touch not the cat bot a glove („Berühre die Katze nicht ohne Handschuh“).

## Chief
John Lachlan Mackintosh of Mackintosh (* 1969) ist Clanchief seit 1995 und lebt derzeit in Singapur. Er war viele Jahre Lehrer an der Nanyang Girls’ High School in Singapur. 2022 ging er in Rente. Seit März 2014 ist er mit der Lehreinr für Sprachkunst und Akademikerin Vanessa Heng.

## Burgen
Burgen, die zu einem Zeitpunkt im Besitz vom Clan Mackintosh waren, sind unter anderem:
- Moy Hall ist der heutige Sitz des Clanchiefs. Die ursprüngliche Moy Hall wurde um ungefähr 1700 erbaut, um Moy Castle zu ersetzen. Moy Hall brannte zurzeit des 23. Clanchiefs nieder und wurde um ungefähr 1800 durch einen Neubau ersetzt. Dieses wurde in den 1870er Jahren um einen Turm und zwei weiter Flügel erweitert. Einige Zeit später wurde erkannt, dass das Gebäude von Braunfäule befallen war und obwohl es sofort behandelt wurde, musste das Gebäude in den 1950er Jahren abgerissen werden. An dieser Stelle wurde ein viel simpleres Haus von 1955 bis 1957 erbaut.[2]
- Culloden House gehörte einst dem Clan, aber wurde 1626 an Clan Forbes verkauft.[3]
- Tor Castle in der Nähe von Fort William, Lochaber, wurde einst von Clan Mackintosh gehalten, allerdings fiel es im 14. Jahrhundert an Clan Cameron.[3]

## Bilder

Clan-Abzeichen und Motto
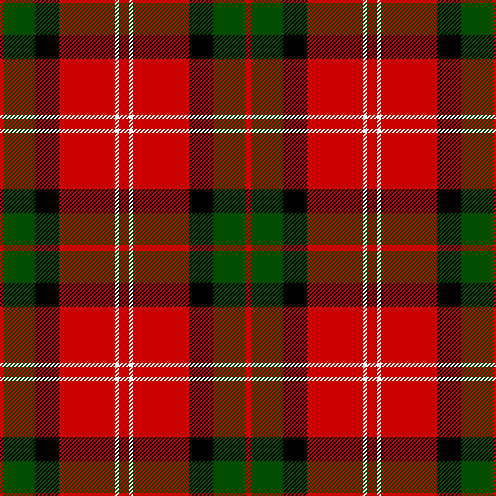
Tartan